# Российско-австралийские отношения
Российско-австралийские отношения были установлены в 1807 году с визитом в Порт-Джексон (современный Сидней) российского шлюпа «Нева». Консульские отношения были установлены в 1857 году.
Дипломатические отношения между Австралией и СССР были установлены в 1942 году, первое австралийское посольство в Москве открылось в 1943 году. Австралия имеет посольства в Москве и два почётных консульства в Санкт-Петербурге и Владивостоке. Россия имеет посольство в Канберре и Генеральное консульство в Сиднее. Обе страны являются членами АТЭС.

## Российская империя и Австралия

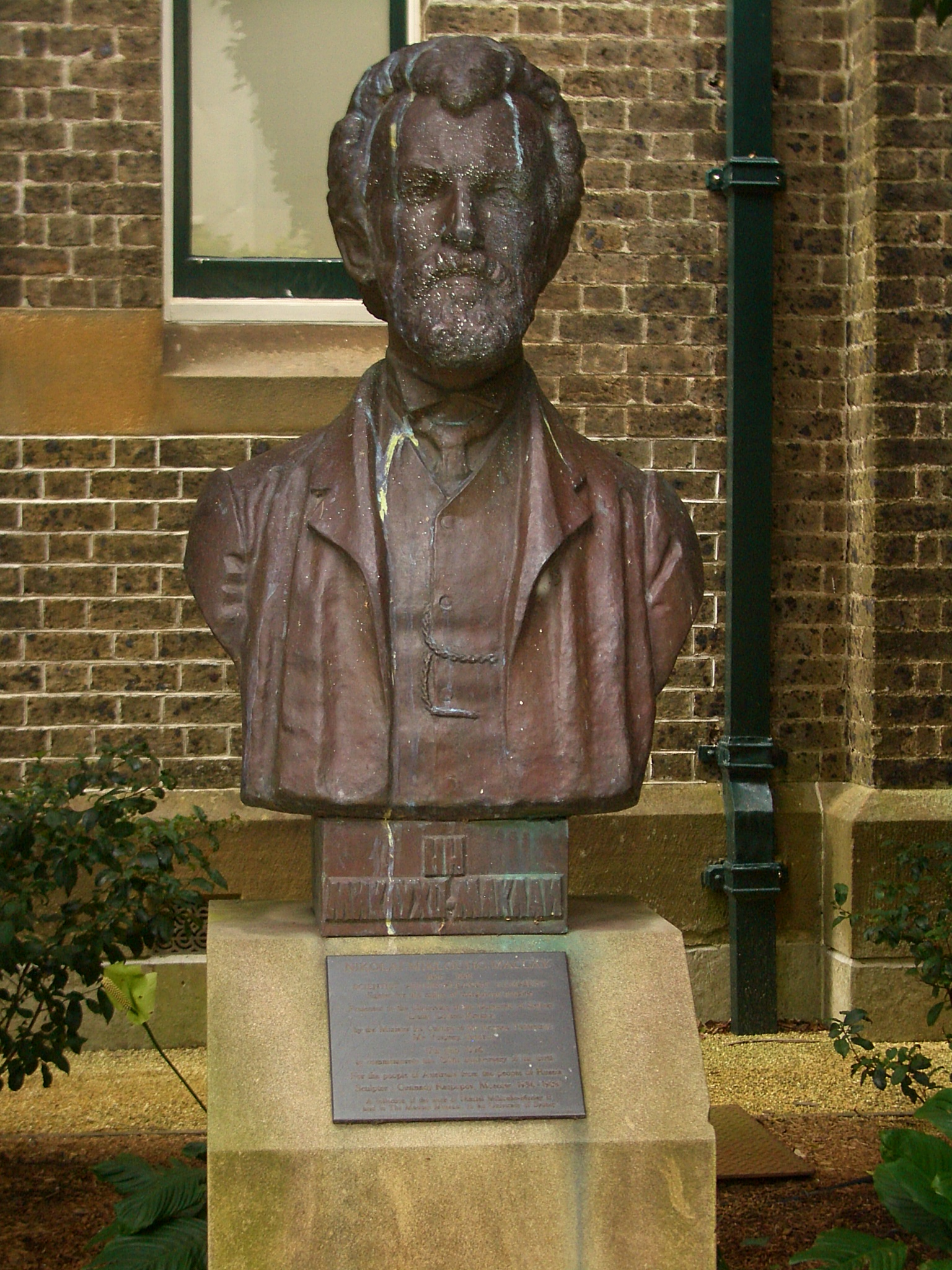
Бюст Н. Н. Миклухо-Маклая у Музея им. У. Маклея в Сиднее

В 1807 году российский шлюп «Нева» под командованием капитана Леонтия Гагемейстера посетил Порт-Джексон. Эта дата считается началом отношений между австралийскими колониями и Россией. Шлюп «Нева» под его командованием стал первым российским кораблём, посетившим Австралию. В память об этом событии в 1957 году Австралийское военно-историческое общество (англ. Military Historical Society of Australia) выпустило памятную медаль, приуроченную к 150-летию первого визита российских моряков в Австралию.
Контакты продолжились в 1820 году, когда два российских суда, «Восток» и «Мирный», посетили Порт-Джексон под командованием Михаила Лазарева и Фаддея Беллинсгаузена для ремонта судов и продолжения экспедиции по изучению Антарктики, организованной по поручению российского императора Александра I. В середине XIX века в Австралии, остававшейся частью Британской империи, проживало несколько десятков русских, украинцев, литовцев, латышей, финнов и других эмигрантов из Российской империи.
Российские корабли посещали Австралию весь XIX век, некоторые из моряков навсегда поселились в Австралии. Религиозные секты, в том числе меннониты и духоборы, планировали переселить 40 000 человек в Австралию и на остров Новая Гвинея, однако желающих выявилось всего около 2000 человек.
В 1863 году в Мельбурн и Сидней сделал дружественный визит российский корвет «Богатырь». Информация, полученная от польских дезертиров, указывала на российские планы по нападению на Австралию в поддержку Союза США. В 1882 году порт Мельбурна посетили три российских корабля — «Африка», «Вестник» и «Пластун», что опять вызвало в австралийской прессе появление антироссийских публикаций, в которых Российская империя подозревалась в нападениях на материк. В 1885 году британские колонисты, обеспокоенные мыслями о российском вторжении, построили форт для защиты Сиднея в заливе Ботани.
Консульские отношения между Российской империей и Австралией были установлены в 1857 году.
Один из самых известных русских жителей в Австралии был биолог и антрополог Николай Миклухо-Маклай.

## Австралия иСССР

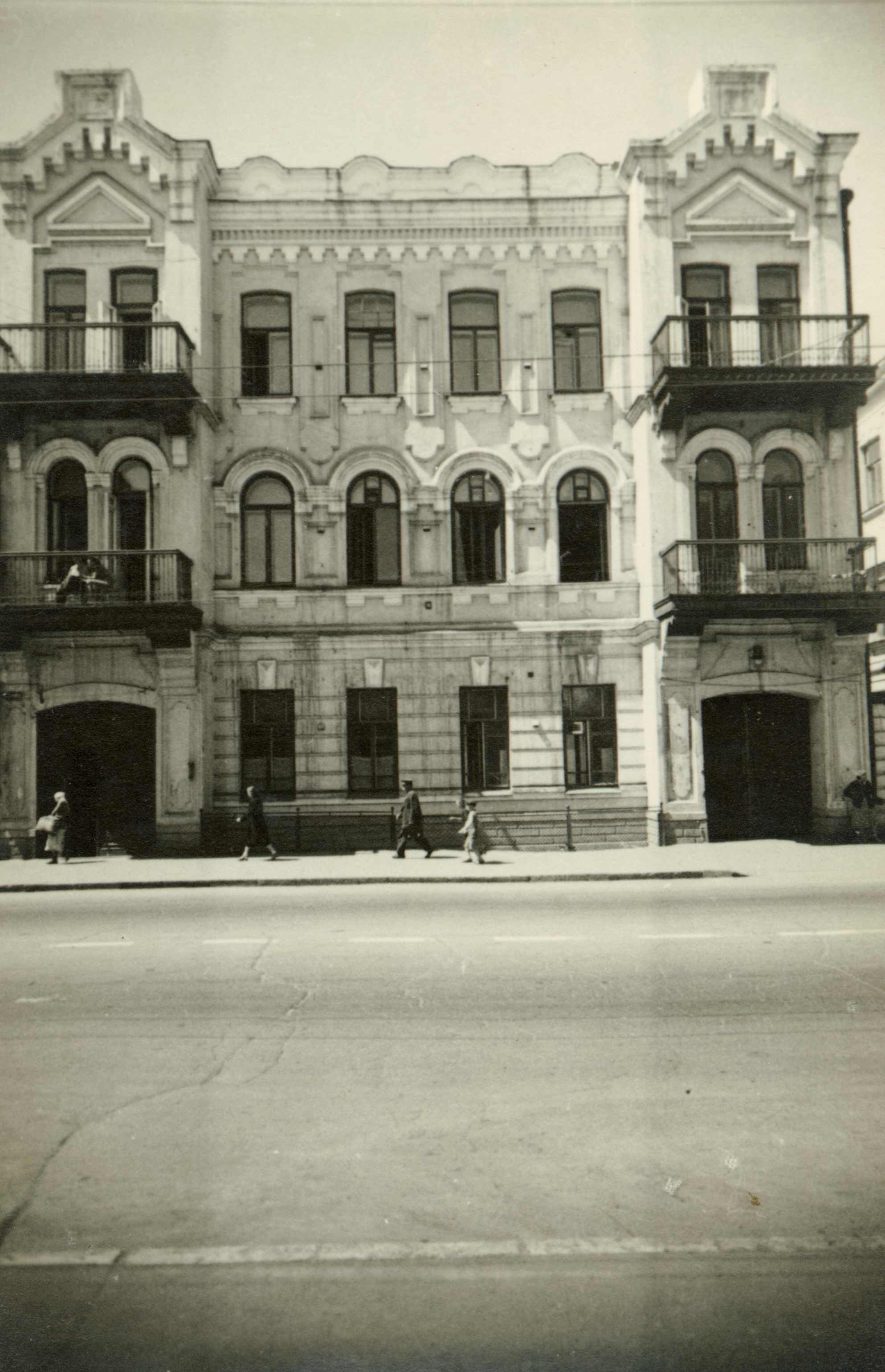
Диппредставительство Австралии в СССР было открыто в Куйбышеве в январе 1943 г., а год спустя переехало в Москву.

Дипломатические отношения между СССР и Австралии были установлены в 1942, первое австралийское посольство в Москве открылось в 1943 году. Дипломатические отношения между Австралией и СССР были расторгнуты 23 апреля 1954 года из-за «дела Петрова» и возобновлены 16 марта 1959 года.

## Современные события

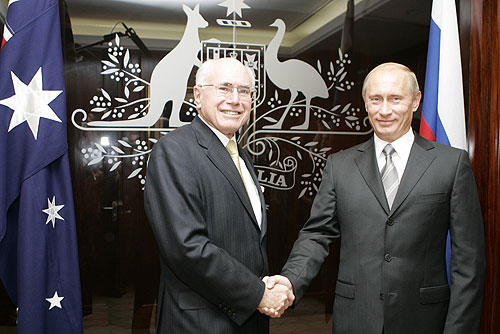
Владимир Путин и Джон Говард

На Форуме АТЭС 2008 премьер-министр Австралии Кевин Радд впервые встречался с новым российским президентом Дмитрием Медведевым, где они обсудили финансовый кризис, изменение климата и стихийные бедствия, а также говорили о двусторонних отношениях. Радд пришёл к выводу, что отношения между Австралией и Россией имеют потенциал динамично развиваться во многих сферах.

## Экономическое сотрудничество
По состоянию на 2012 год российско-австралийский товарооборот составляет порядка 1 миллиарда долларов.